# St. Anna-Haus

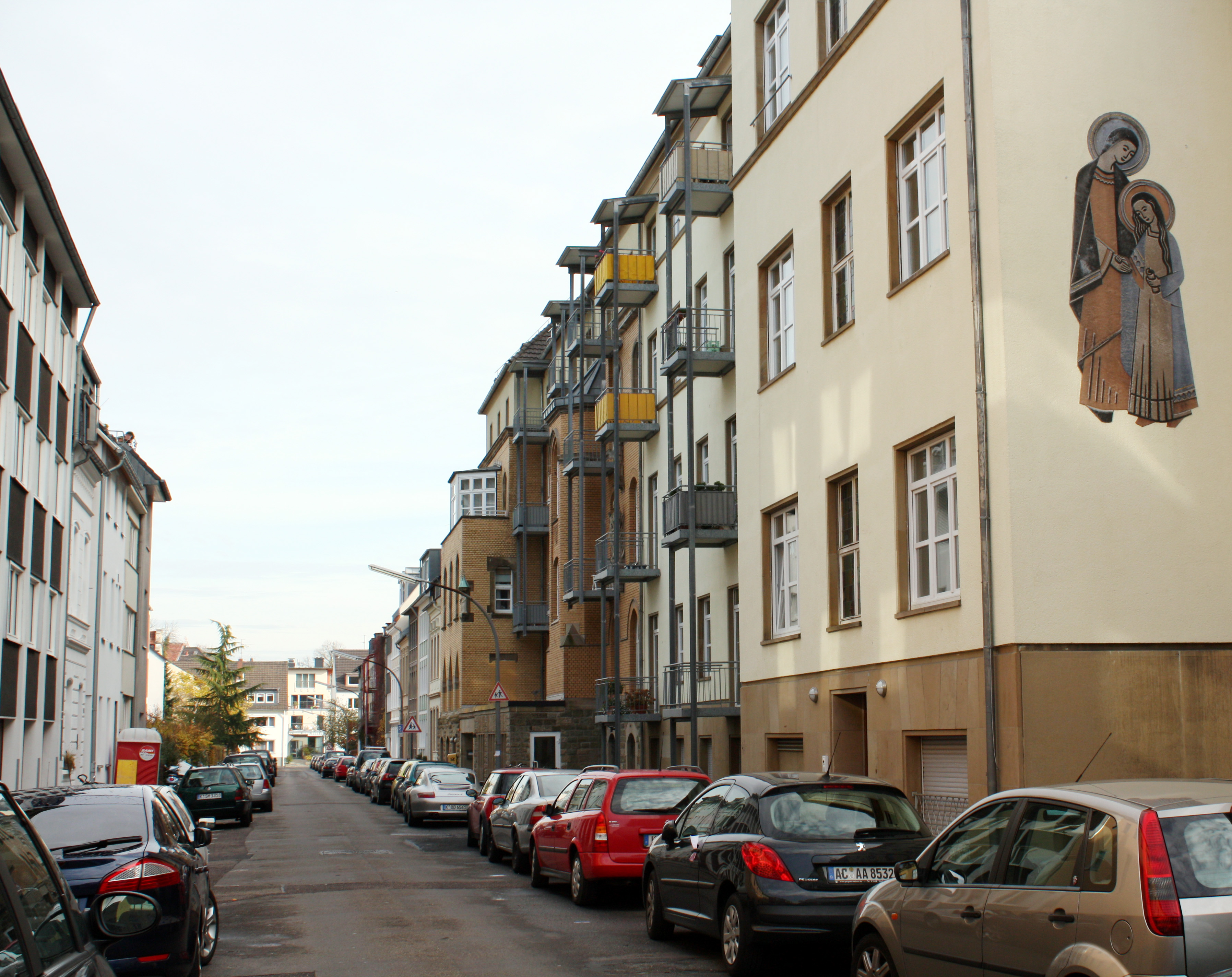
St. Anna-Haus, Herderstraße

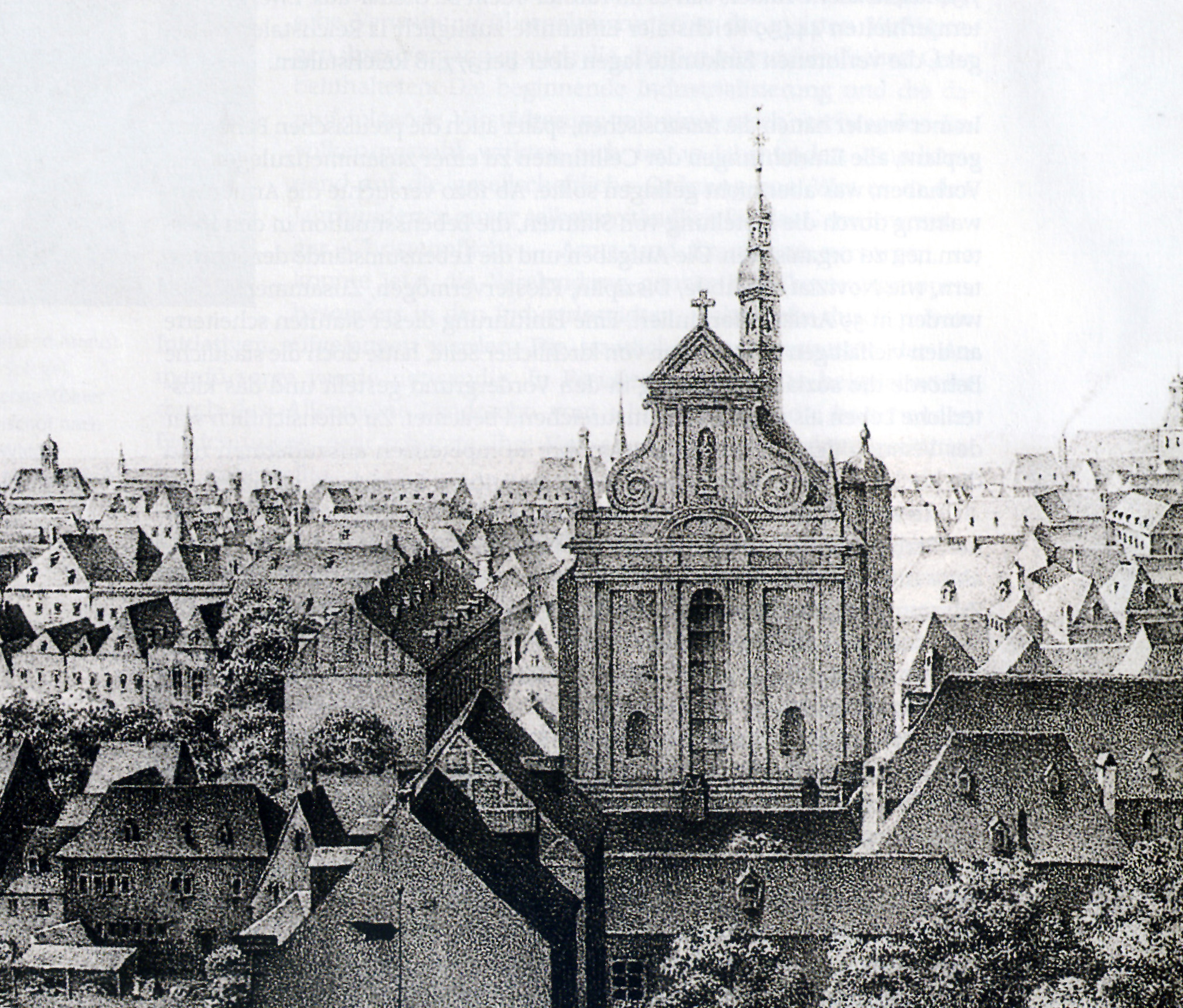
St. Maria in der Kupfergasse mit Klostergebäuden um 1830

Das St.-Anna-Haus ist ein Krankenhaus in der Herderstraße in Köln-Lindenthal. Es wurde 1888 vom Orden der Kölner Cellitinnen gegründet und verdankt seine Entstehung dem Vermächtnis einer wohlhabenden Lindenthaler Bürgerin. Das der Heiligen Anna gewidmete und von Ordensschwestern geleitete Haus diente anfänglich als Hospital und Heimstätte für die Kinder der armen Bevölkerungsschicht des Stadtteiles. Die Einrichtung wandelte sich in späterer Zeit zum regulären Krankenhaus. Als solches hatte es Bestand bis zum Jahr 1979. Die historischen Bauten des Hauses wurden nach ihrer Sanierung und Umgestaltung in den Folgejahren zum „Seniorenhaus St. Anna“.

## Geschichte

### Cellitinnen St. Maria in der Kupfergasse
Mit der französischen Besetzung Kölns im Jahr 1794 und der dann folgenden Säkularisation standen viele kirchliche Einrichtungen, wie auch die von Cellitinnen betriebenen Häuser, vor dem finanziellen Ruin. Auch das frühere Kloster der 1798 geflohenen Karmelitinnen in der Kupfergasse stand überwiegend leer. Die Klostergebäude waren zeitweise als Schule genutzt worden und wurden nur von dem Pfarrer, dem Kaplan und dem Küster der angrenzenden Kirche St. Maria in der Kupfergasse bewohnt. 
Diese Gebäude bezogen im Jahr 1828 Ordensschwestern aus zwei ebenfalls aufgehobenen Klöstern. Es waren Ordensfrauen des verbotenen Konventes „Zur hl. Dreifaltigkeit“ (Achternstraße, gegr. 1470) und die der Gemeinschaft „Zur Zelle“ (Komödienstraße, gegr. 1314), die jeweils sechs Schwestern in das verlassene Kloster entsandten. Diese gründeten in dem mittlerweile in städtischem Besitz übergegangenen Anwesen eine neue Cellitinnengemeinschaft. Nach dem Gnadenbild in der zur Pfarrkirche erhobenen ehemaligen Klosterkirche nannten sie sich die Gemeinschaft der „Cellitinnen zur hl. Maria in der Kupfergasse“. Im November 1828 bestätigte der Kölner Erzbischof von Spiegel die Neugründung. 
Der in der Folgezeit prosperierende Orden erlebte Höhen und Tiefen in seiner Geschichte. Der Orden vergrößerte sich derartig, dass kirchliche und staatliche Stellen Einhalt geboten. So wurde noch im Jahre 1875 die Neuaufnahme von Mitgliedern gesetzlich untersagt, das Verbot dann aber 1882 wieder aufgehoben. Der Orden gewann aufgrund seiner karitativen Arbeit allgemeine Anerkennung und erfreute sich weiterhin einer großen Anzahl von Ordenseintritten. Dies führte zur Errichtung neuer, dem Mutterhaus unterstehenden Konventen, die in vielen Fällen durch Stiftungen (Schenkungen von größeren Geldbeträgen oder Grundstücken) realisiert werden konnten. Eine dieser erhaltenen Zuwendungen war das Vermächtnis der Lindenthaler Witwe Anna Jansen, die jedoch ihr Legat mit Auflagen verband.

### Stiftung Jansen
Anna Jansen übergab 1887 dem Geistlichen Hubert Joseph Titz den Betrag von 18.000 Mark und verband diese Schenkung mit der Zweckbindung, das Haus in der Lindenthaler „Wilhelmstraße“ 42 zu erwerben und in diesem ein Heim für Seniorinnen zu schaffen. Pfarrer Titz wandte sich mit dem Stiftungsbegehren an die Ordensschwestern in der Kupfergasse, welche die mit der Stiftung verbundenen Auflagen schon 1888 verwirklichen konnten. Das durch die Spende erworbene Haus Nummer 42 und ein Neubau auf einem unmittelbar angrenzenden Grundstück wurden dann zum St. Anna-Haus, Lindenthal.

## St. Anna-Haus, Wilhelmstraße

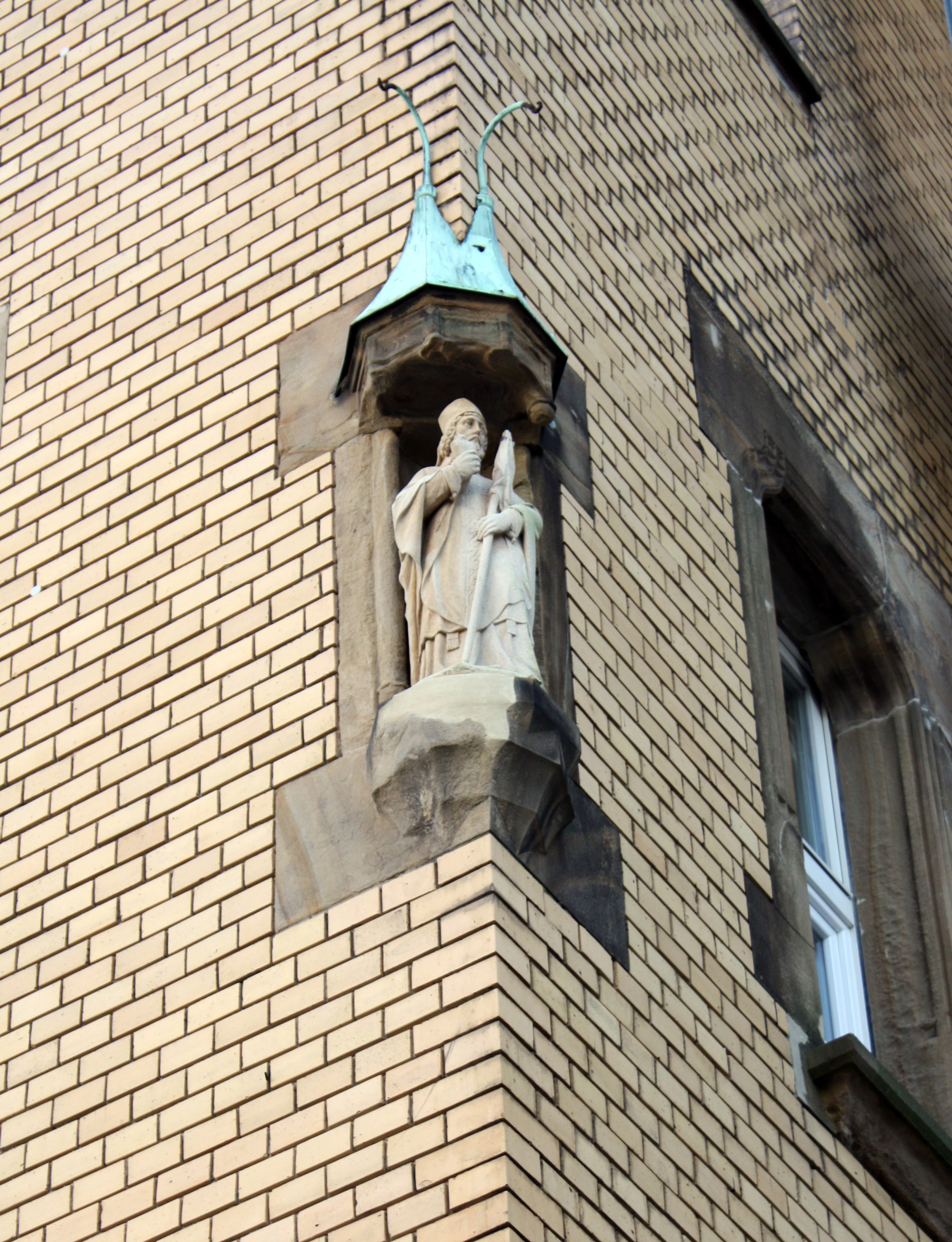
Geretteter Fassadenschmuck aus der Anfangszeit

1873 wurde aufgrund der entstandenen Filialklöster Schwester Ursula Krütt zur ersten Generaloberin des Kölner Ordens gewählt. Die von ihr mit der Übernahme der neuen Filiale in Lindenthal betrauten Ordensschwestern wählten wiederum aus ihrer Mitte Schwester Caecilia zu ihrer ersten Oberin und nahmen die Arbeit in den Einrichtungen des neuen Konventes auf. 

### Pflegeheim und ambulante Hilfe
Arbeitsfelder der Lindenthaler Neugründung waren die ambulante Betreuung der Armen und Kranken, aber auch die stationäre Pflege von Alten und Schwachen in den eigenen Räumen des St. Anna-Hauses. So nahmen im ersten Berichtsjahr (1888) des Hauses 164, im Folgejahr schon 244 hilfsbedürftige Menschen die Krankenpflege oder Verpflegung durch die Schwestern in Anspruch. Der erhaltene „Wartelohn“, den die Schwestern in der Pflege erhielten, war bescheiden. Sie erhielten ihn durch die 1816 aufgrund des Allgemeinen preußischen Landrechtes auch im linksrheinischen Gebiet eingeführten Armenverwaltungen.
In der Mitte des Jahres 1890 wurde eine Verfügung des Bezirksausschusses Köln-Lindenthal wirksam, nach der die „Kranken- und Pflegeanstalt“ des St. Anna-Hospitals eine Station einrichten sollte, die zur Aufnahme von Personen mit ansteckenden Krankheiten geeignet sei. Die Auflagen der Behörde zur Isolierung der Kranken und der sie pflegenden Personen sowie Vorgaben zur Desinfektion benutzter Materialien wie Kleidung, Wäsche und Decken wurden erfüllt.

### Kinderbewahranstalt

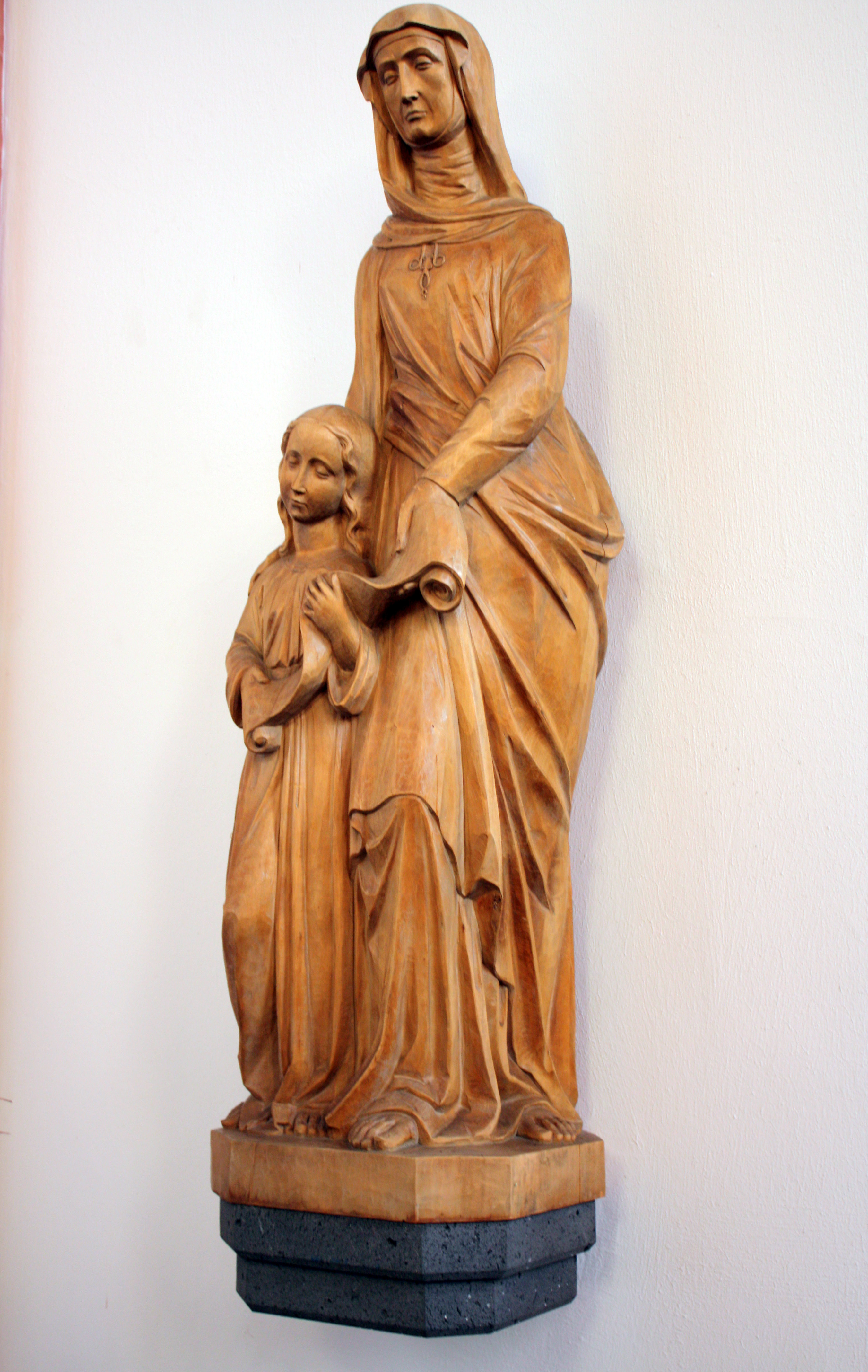
Die hl. Anna mit Kind erinnert auch an die Zeit des Hauses als „Kinderbewahranstalt“

Die Einrichtung einer durch die Schwestern eröffneten „Kinderbewahranstalt“ (Kindergarten) betreute durchschnittlich 80 nicht schulpflichtige Kinder. Es waren Kinder aus der armen Bevölkerungsschicht, der „arbeitenden Klasse“. Diese Wortwahl findet sich in einem erhaltenen Briefwechsel zwischen der Ordensleitung und der im Auftrag der „Armendeputation“ anfragenden Verwaltung Köln-Lindenthal. Darin bat das Amt in den 1890er Jahren um dezidierte Angaben hinsichtlich der erbrachten Leistungen der Bewahranstalt. Man verlangte Angaben über die Anzahl der von den Schwestern betreuten Kinder, Auskunft zu dem Umfang der geleisteten Verpflegung derselben sowie Angaben zum zeitlichen Arbeitsaufwand der Betreuung. 
Hintergrund der Anfrage war ein Bittschreiben der Generaloberin an die Stadt, man möge einen Zuschuss aus Gemeindemitteln für die Kinderfürsorge bewilligen. Sie argumentierte, dass die bisherige Vergütung von maximal 10 Pfennigen pro Tag und Kind durch die Eltern bei einem tatsächlichen Kostenaufwand von 75 Pfennigen völlig unzureichend sei. Ergänzend führte die Ordensleitung an, dass ob der wachsenden Nachfrage durch die ansteigende Einwohnerzahl, Kinder auch wegen der zu klein werdenden Gebäude abgewiesen werden mussten.
Hinzu kam ein weiteres Betätigungsfeld der Schwestern. Es war der ebenfalls im Haus angebotene Unterricht für junge Mädchen, die dort im Nähen und in der Hauswirtschaft unterrichtet wurden. Diese erhielten so, da es alternative Einrichtungen nicht gab, eine Basis für ihren weiteren Lebensweg. Durch die Vielfalt der zu bewältigenden Aufgaben und die steigende Zahlen der Hilfsbedürftigen wurde die Notwendigkeit zum Bau eines größeren Gebäudes unumgänglich.

### Hospiz und Lazarett
Nach nur kurzer, einjähriger Bauzeit wurde am 10. Dezember 1898 das neue St. Anna-Hospital durch den Kölner Weihbischof, dem späteren Erzbischof und Kardinal Fischer, eingeweiht. Trotz anfänglicher Bedenken die durch den Neubau eingetretene finanzielle Belastung tragen zu können, konnten die Schwestern aufgrund einer schnell eintretenden Auslastung der neuen und alten Gebäude optimistisch in die Zukunft schauen. 
1899 war ein Hausgeistlicher ernannt worden. So entfiel die für Alte und Kranke beschwerliche Teilnahme an Gottesdiensten in der benachbarten Pfarrkirche St. Stephan in der Bachemer Straße. 
Schon nach kurzer Zeit konnte als Ersatz für den sich über eine ganze Etage erstreckenden Betsaal der Ordensfrauen eine Kapelle errichtet und im Jahr 1902 eingeweiht werden.
Im Jahr 1905 wurde den Einrichtungen des St. Anna-Hauses, ein Noviziat hinzugefügt. Die bescheidenen Anzahl der 1905 im St. Anna-Haus lebenden 29 Ordensfrauen war in kurzer Zeit, inklusive der Postulantinnen und Novizinnen, im Jahr 1909 auf 65 Ordensfrauen angewachsen.

### Weltkriege

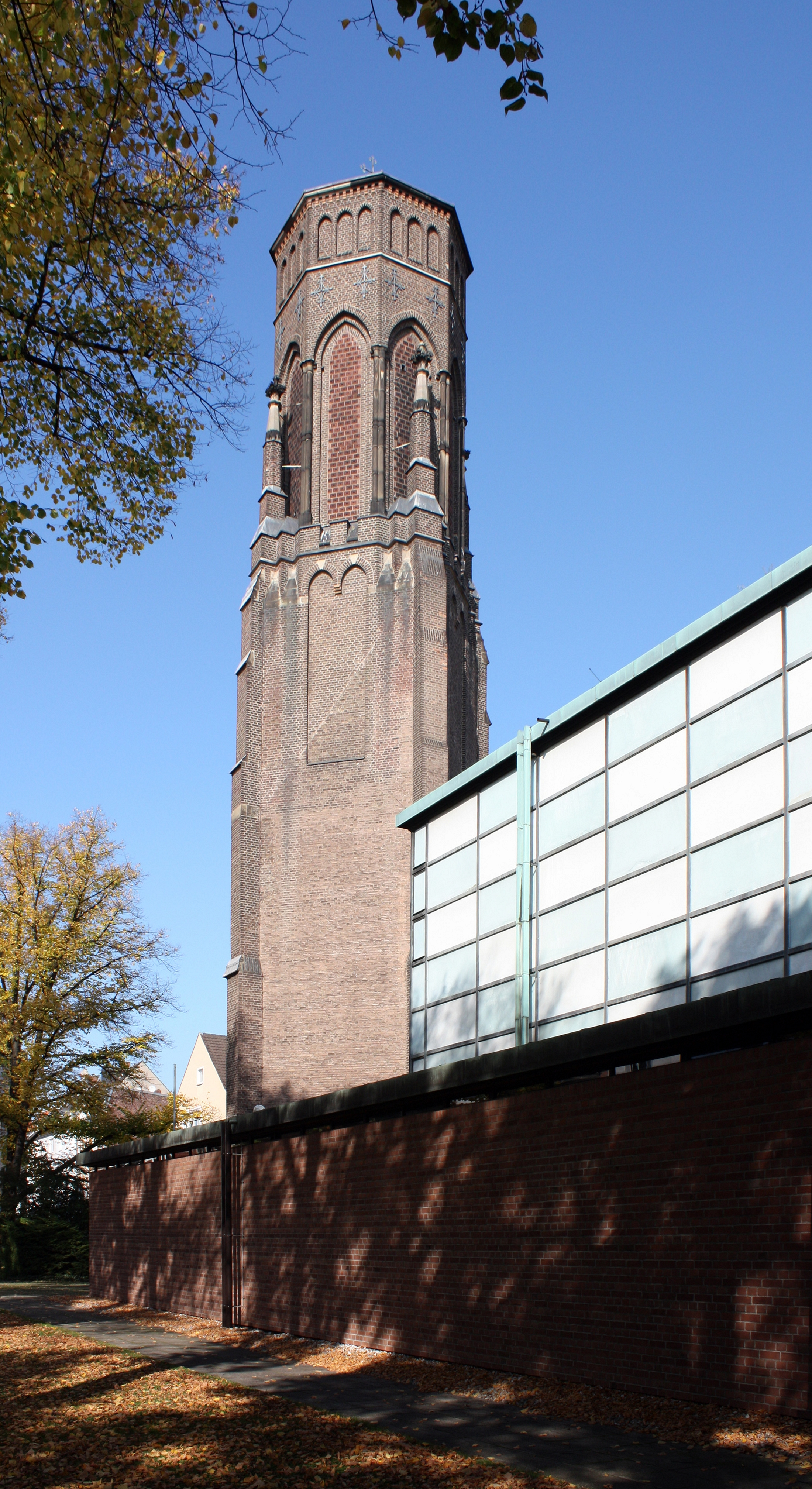
Pfarrkirche St. Stephan

Nach dem Ausbruch des Ersten Weltkriegs 1914 diente das Haus, da Köln an der direkten Eisenbahnstrecke zum westlichen Kriegsschauplatz lag, den bald eintreffenden verletzten Soldaten als Lazarett. Die Bomberangriffen des Zweiten Weltkrieges, von denen der Stadtteil Lindenthal sehr betroffen war, überstand das St. Anna-Haus mit Glück sowie Dank des aufgemalten roten Kreuzes auf dem Dach. Dieses Glück hatte die benachbarte Pfarrkirche des Hauses, St. Stephan, nicht. Sie wurde getroffen und brannte bis auf den Turm ab. Ihre Aufgabe wurde nun von der Kapelle des St. Anna-Hauses übernommen. Die Krankenpflegestation des St. Anna-Hauses musste kurz vor dem Kriegsende im Januar 1945 ihren Betrieb einstellen.

## Kapelle St. Anna
Von den im neugotischen Stil errichteten Kölner Bauwerken haben einige die Zerstörungen des letzten Weltkriegs überstanden. Zu ihnen gehört die Kapelle des St. Anna-Hauses, in der auch heute noch von einem „Hausgeistlichen“ die Messe gelesen wird. Der Grundstein des von dem Architekten Peter Gärtner entworfenen Bauwerks wurde 1901 gelegt. Die Einweihung fand schon im Folgejahr statt. Eine frühe Abbildung des inneren Chorbereiches macht Unterschiede zum heutigen Stand deutlich. So ist die damalige Ostwand mit einem halbhohen Fenster (gleich dem ersten und letzten Fenster der heutigen Südwand) versehen. Die Kreuzrippen des Chorgewölbes vereinten sich in einer strahlenförmigen Darstellung des Heiligen Geistes. Die Zwischenräume der rechten und linken Gewölbepfeiler des Jochs waren durch mit Spitzbögen versehene Nischen ausgestattet, in denen Heiligenfiguren standen. Auf beiden Seiten, vor dem sich wie heute verjüngenden Chor, standen schmale steinerne Seitenaltäre, die in gleicher Höhe wie der in der Mitte des Chores stehende Hauptaltar, nach oben hin abgestuft, in filigranen neogotische Spitzen endeten. Weiterhin weist der auch heute noch mit Keramikfliesen ausgelegte Boden der Kapelle eine völlig andere Musterung auf. Der Zeitpunkt dieser Veränderungen, wahrscheinlich nach dem letzten Weltkrieg, ist nicht bekannt.

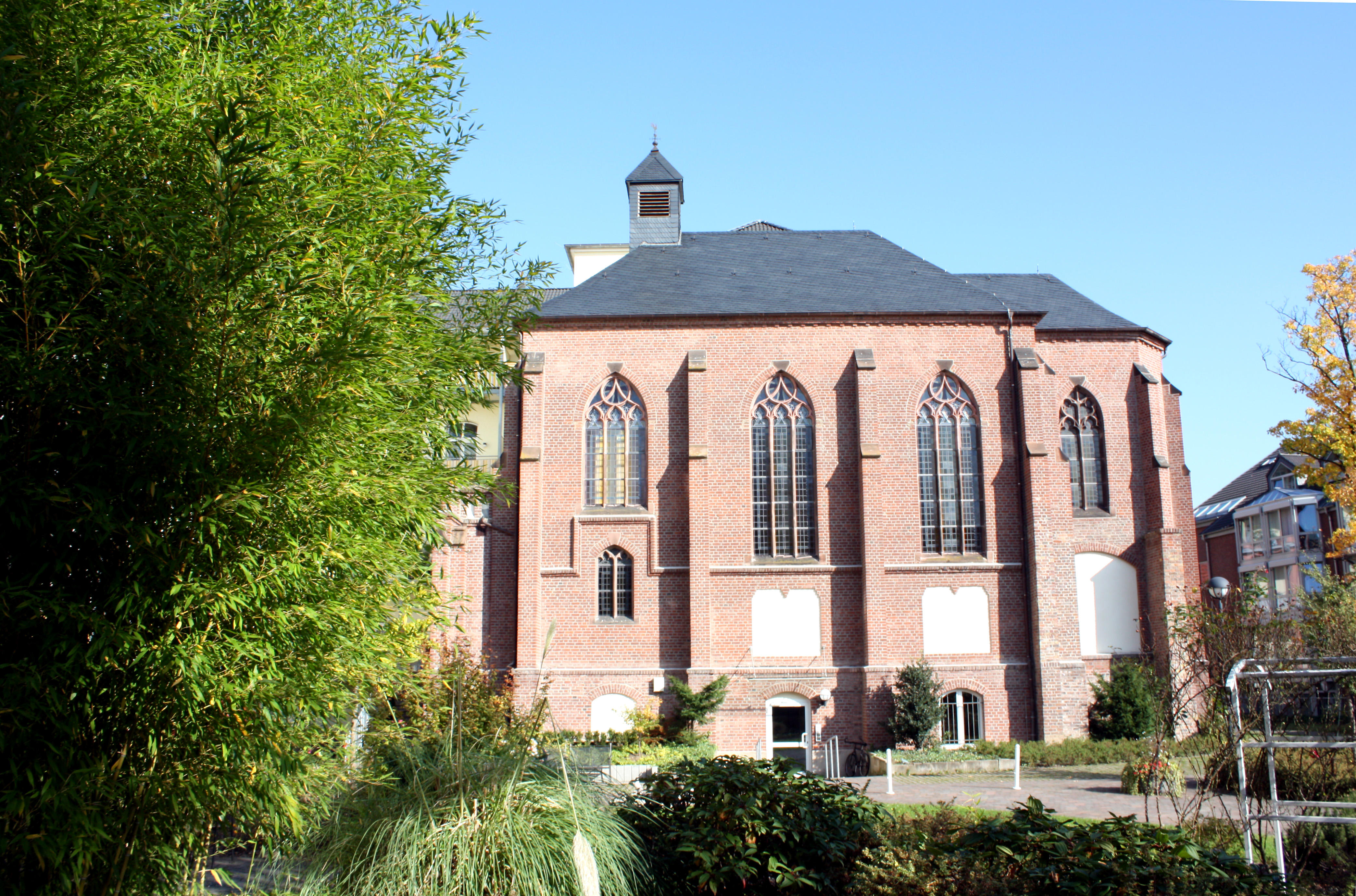
Grundsteinlegung 1901
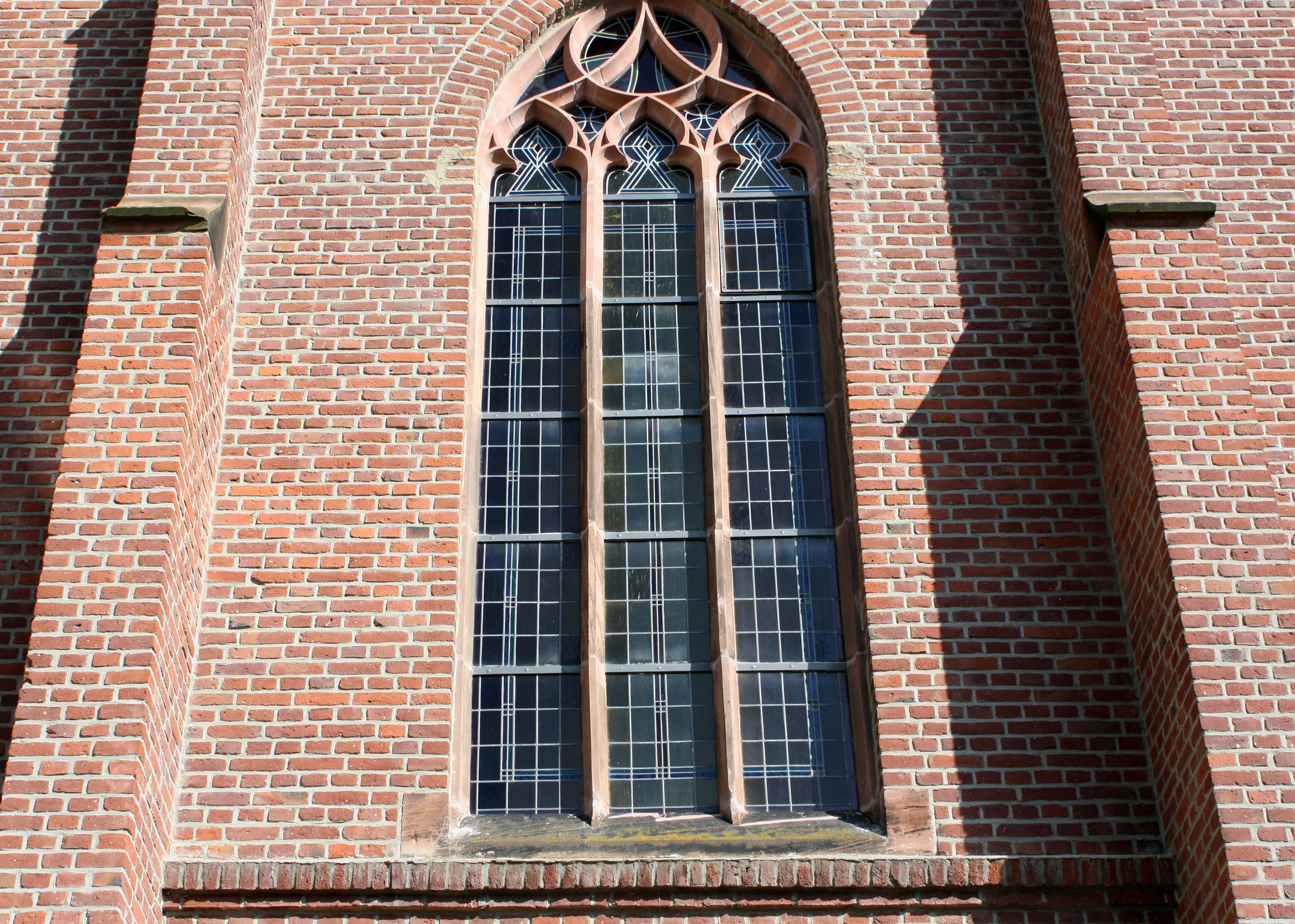
Südfenster der Kapelle (Detail)
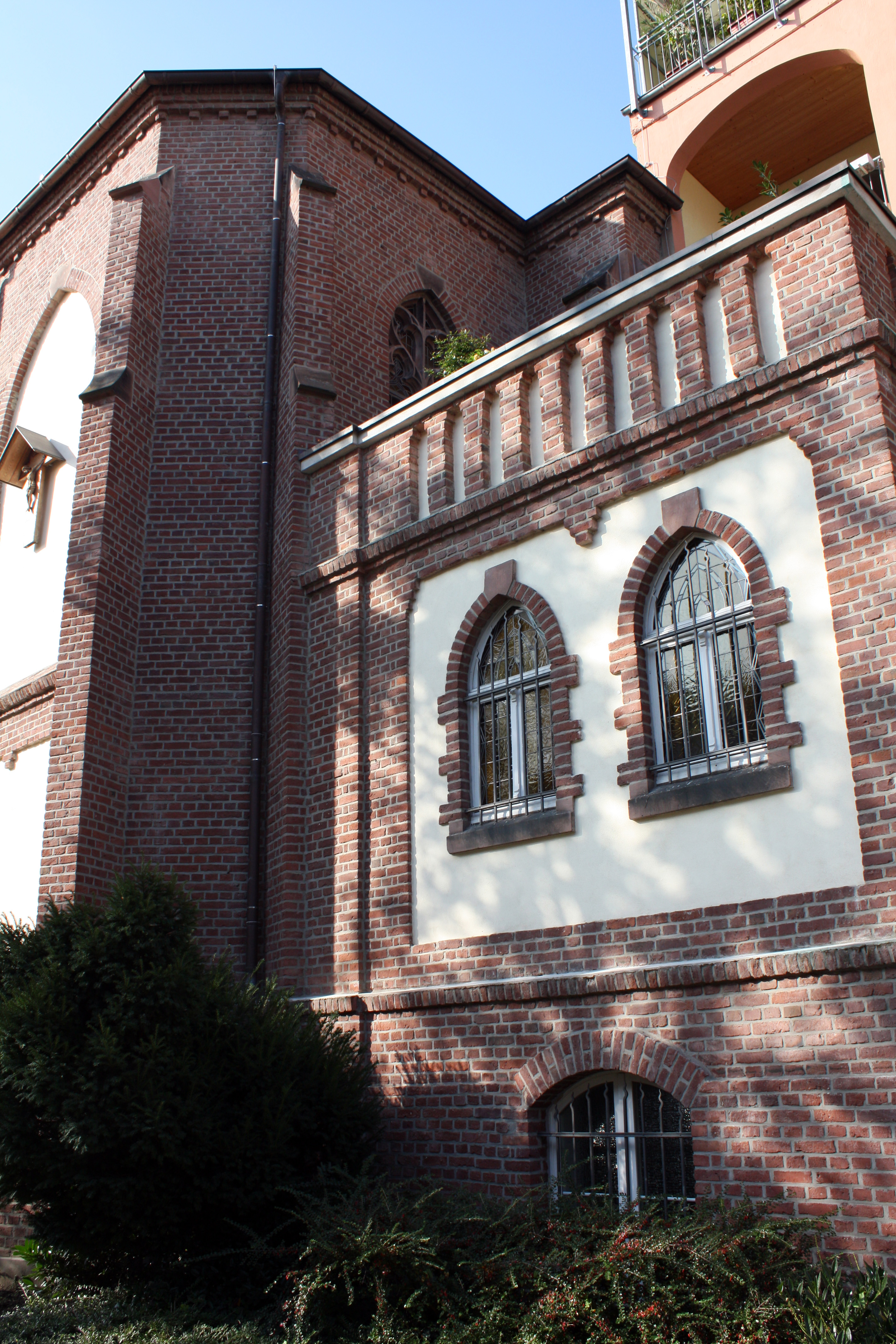
Nord-Ostseite
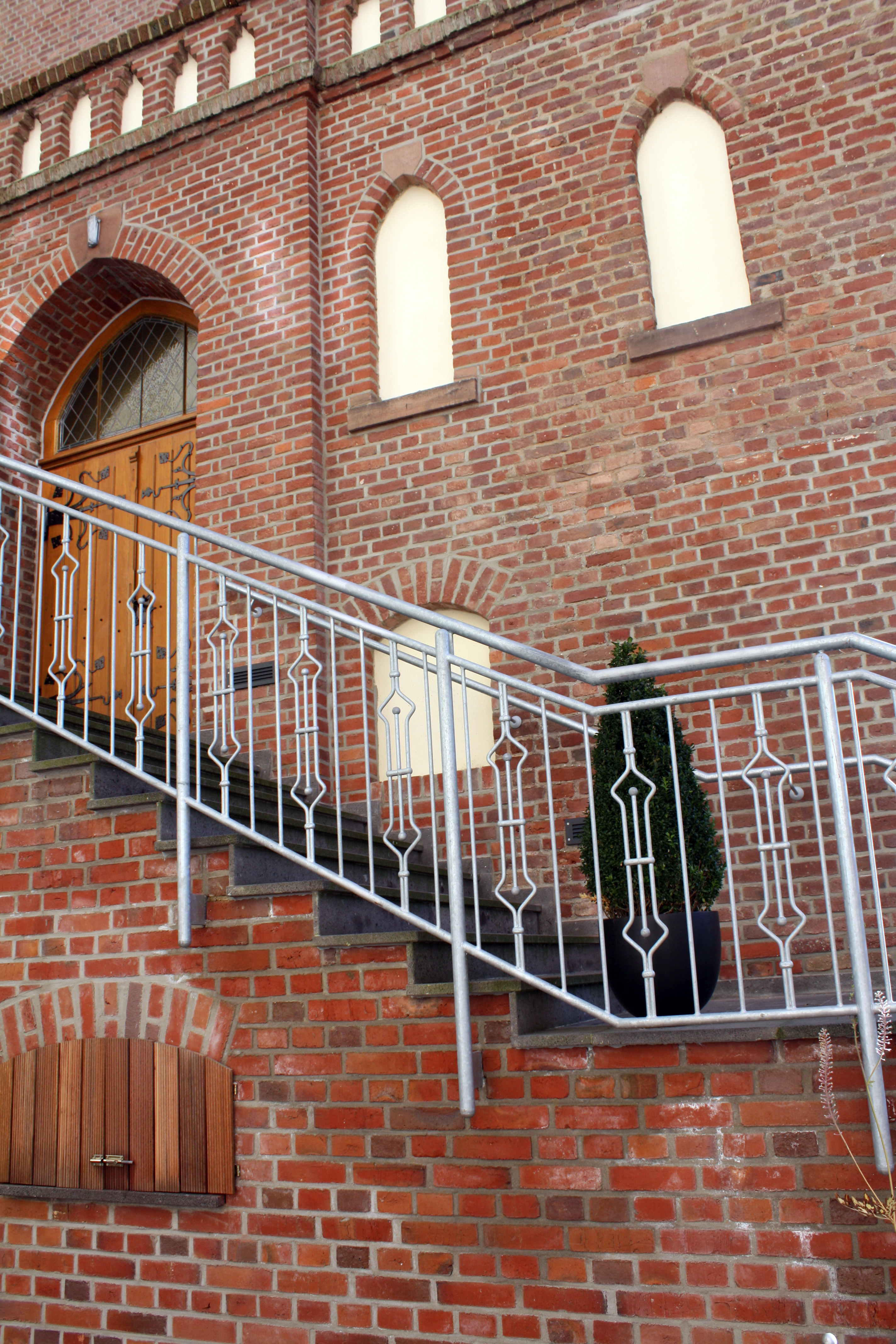
Äußerer Kapelleneingang

### Baubeschreibung
Die Kapelle ist ein einschiffiges, in neugotischem Stil errichtetes Backsteingebäude. Das mit seinem Chor nach Osten ausgerichtete kleine Gotteshaus ist an der Nordseite mit den Gebäuden des St. Anna-Hauses der Herderstraße durch einen Kapellenanbau verbunden. Dieser birgt ein kleines Oratorium und einen als Sakristei genutzten Raum. An der freistehenden Süd- und Ostseite des Bauwerks erheben sich zwischen den hohen, mit Maßwerk versehenen Bogenfenstern die Strebepfeiler, die den Druck der gewölbten Decke des Kirchenschiffes auffangen. 
Kapelle und der Anbau, die auf einem halbhohen Souterrain ruhen, haben im Obergeschoss ihren Haupteingang, sodass die Kapelle auch von altersschwachen, auf einen Rollstuhl angewiesenen Personen aufgesucht werden kann. Der äußere Kapelleneingang vom Klostergarten liegt erhöht an der westlichen Frontseite, man erreicht ihn über einen steinernen Treppenaufgang. Das flach gehaltene Satteldach der Kapelle trägt an der Westseite einen kleinen, mit einer Glocke ausgestatteten Dachreiter. Am östlichen Ende kommt es über dem tiefer angelegten Chor zu einer Abstufung des Daches.

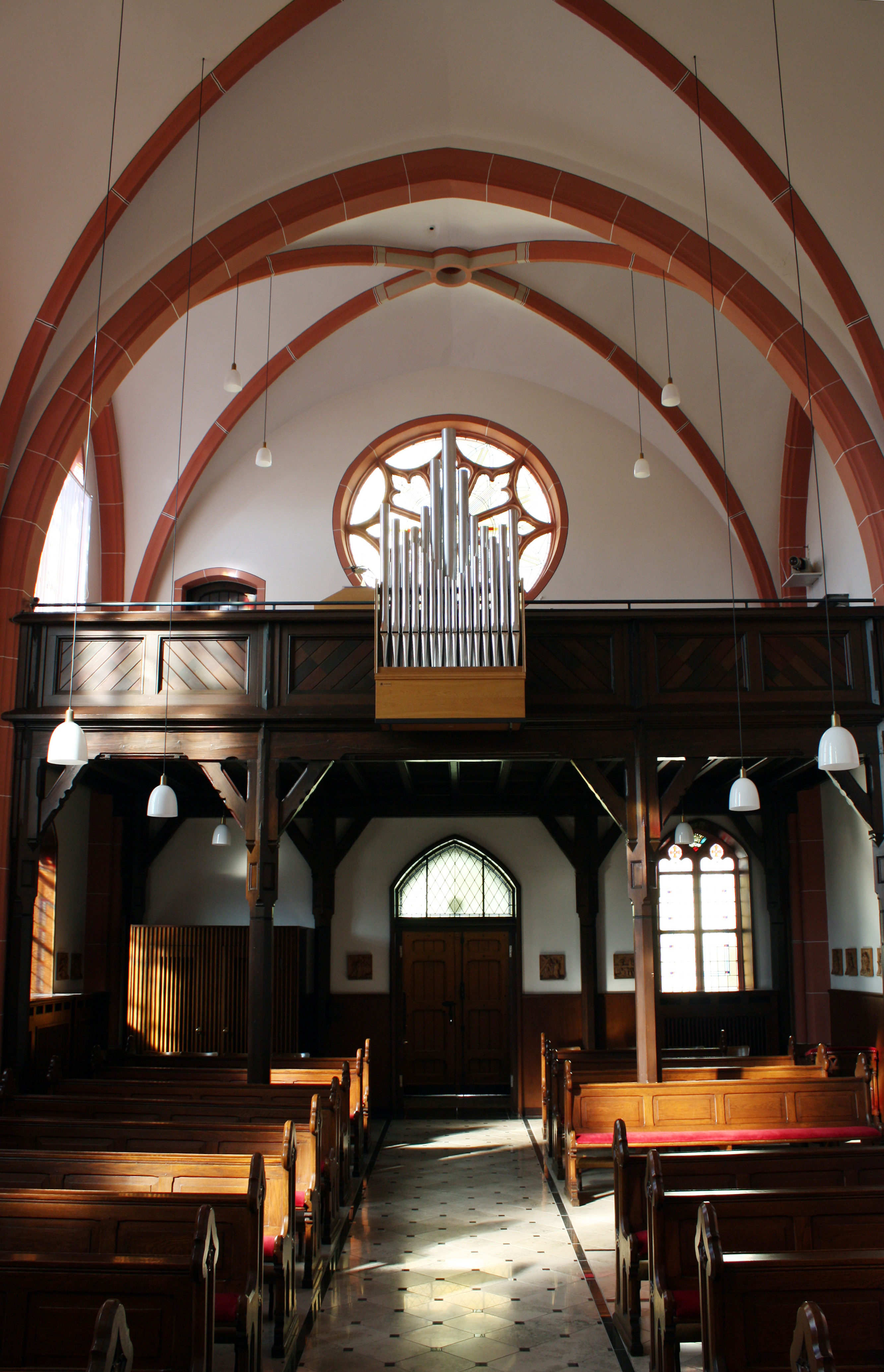
Orgelempore
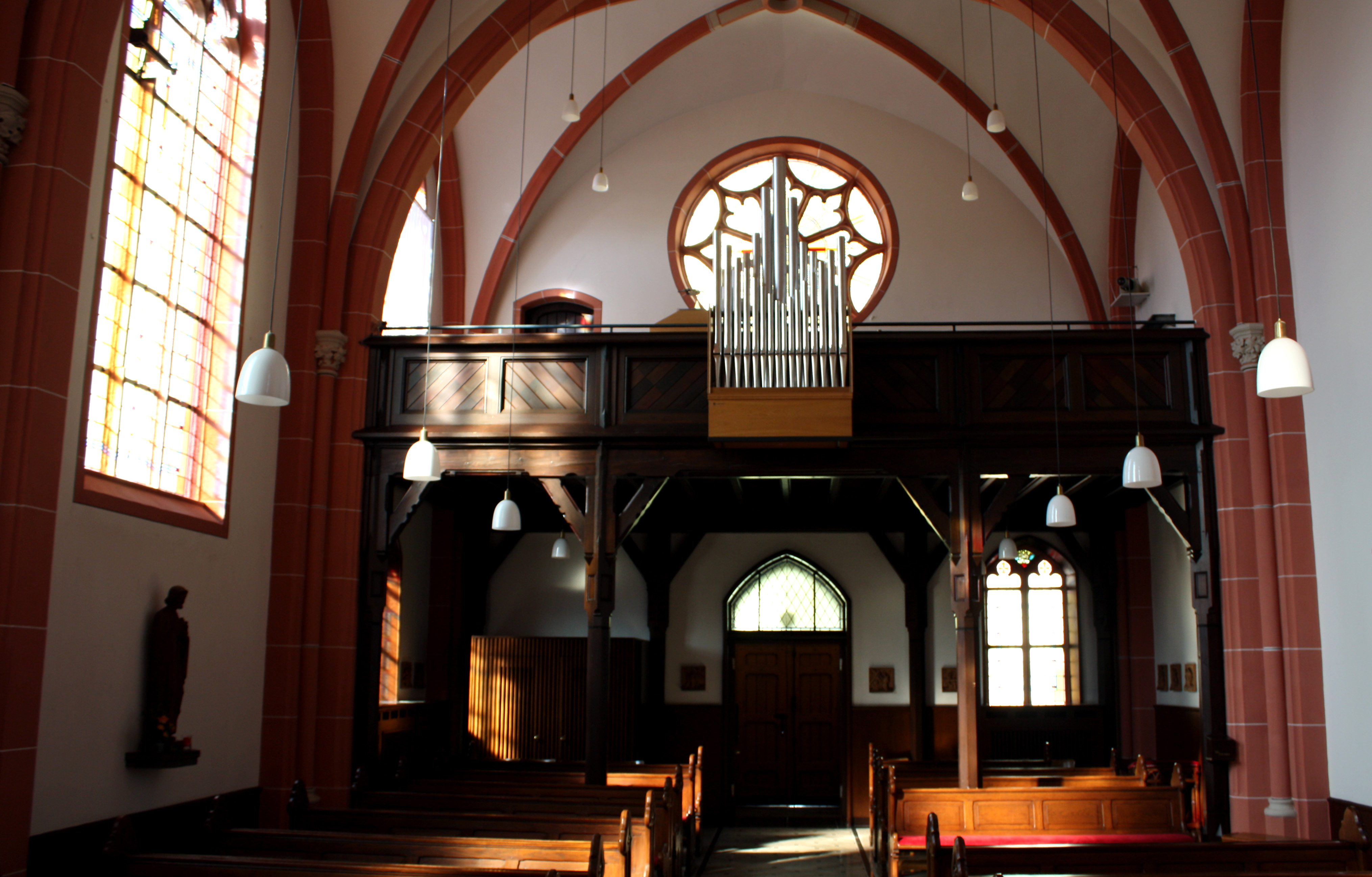
Orgelempore, Süd- u. Westfenster
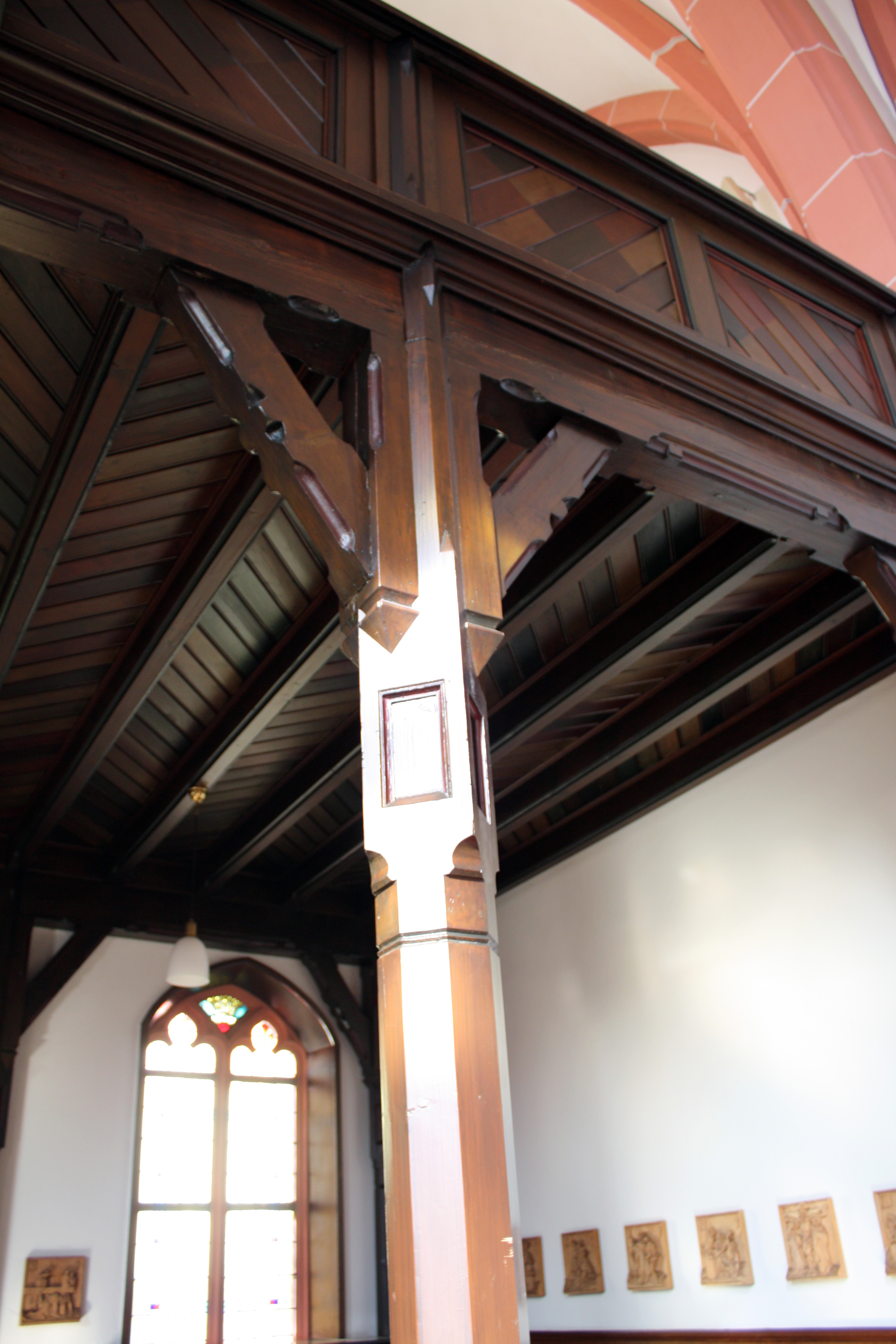
Kreuzweg und Gebälk
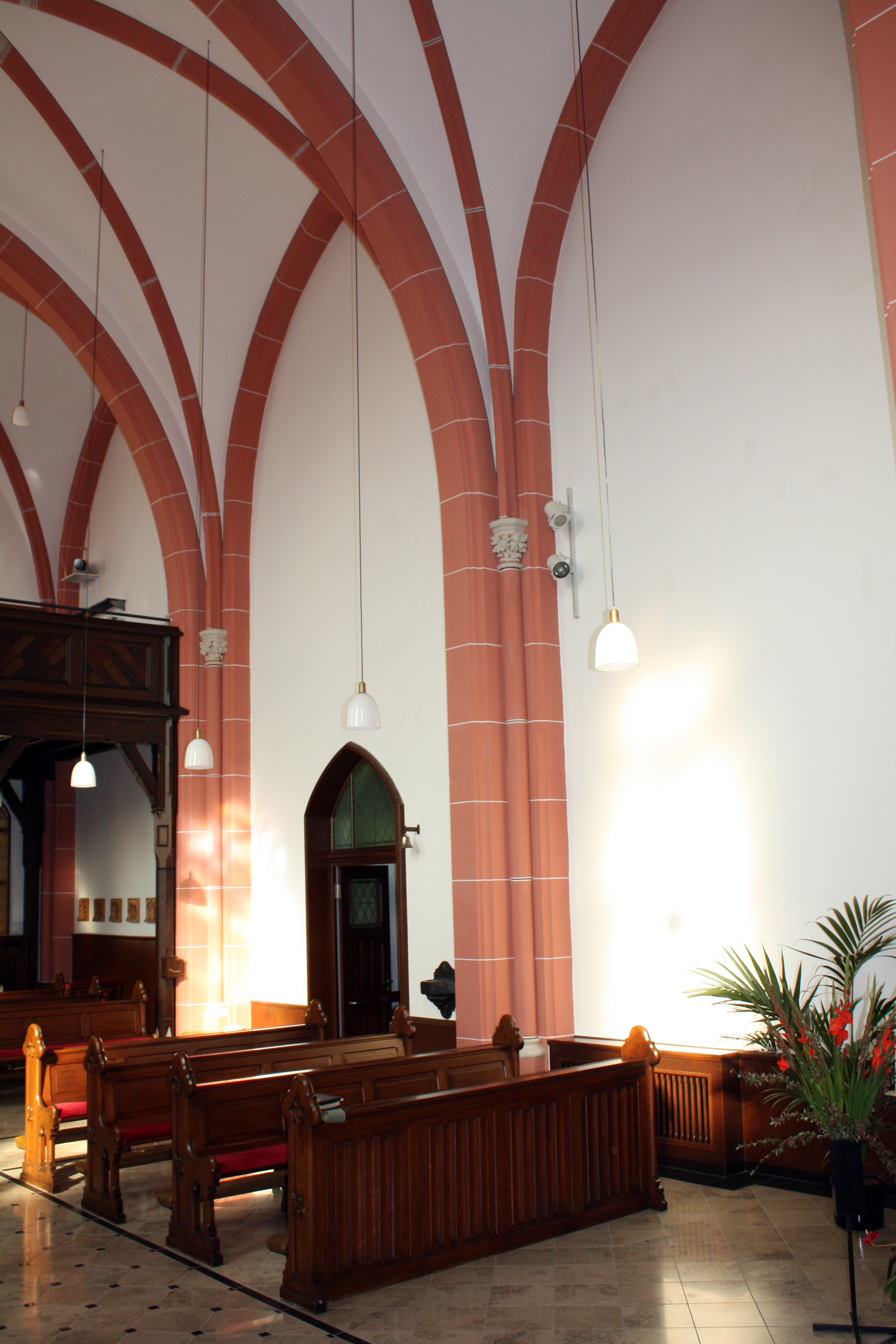
Nördlicher Kapelleneingang

In dem kreuzgewölbten vierjochigen Innenraum, der schlicht weiß getüncht wurde, heben sich die ockerfarbenen Pfeiler und Rippen des Kapellengewölbes kontrastreich ab. Der Raum erhält Tageslicht durch vier, in Pastellfarben verglaste Fenstern seiner Südwand sowie durch Fenster unterschiedlicher Form in der westlichen Stirnwand. Oberhalb der eingezogenen Orgelempore, im letzten Jochbereich, befindet sich ein Rundfenster in der Giebelfront. Unter der Flachen Balkendecke der Empore beginnt an der mittig eingebauten, zum Klostergarten führenden Pforte der Mittelgang der Kapelle. Ein an der Südwand mit kleinen Wandbildern beginnender Kreuzweg wird von einem Beichtstuhl, dem äußeren Treppeneingang und einem halbhohen Fenster unterbrochen und setzt sich an der Nordwand des ersten Joches fort. An dieser Wand befindet sich im zweiten Joch die Türe zu den Gängen und Trakten der Baulichkeiten an der Herderstraße.

## Nachkriegszeit und Wandel

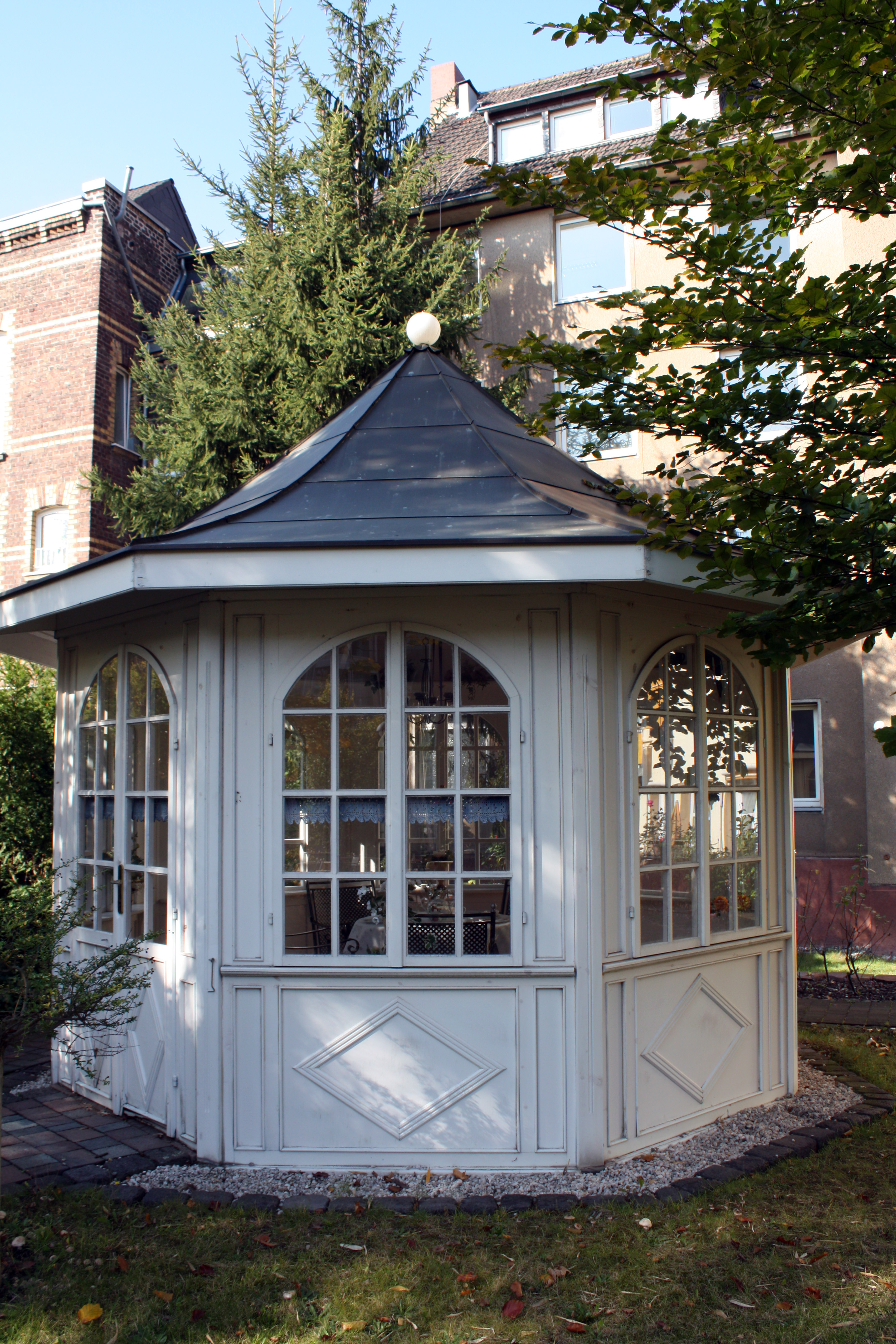
Klostergarten, Pavillon an der Rückseite Herderstraße

Im Frühling 1946 wurde trotz einer Mangelsituation auf allen Gebieten der Krankenhausbetrieb wieder aufgenommen. Am Ende des Jahres konnten die Ordensschwestern wieder einen Bestand von 125 Krankenbetten registrieren. Das St. Anna-Haus erhob zu dieser Zeit einen Pflegesatz von täglich etwa 4 RM.
1951 waren die Kriegsschäden weitgehend beseitigt worden. Die in der Folge erarbeiteten Ausbaupläne führten zu einem 1954 fertiggestellten Gebäudeflügel, der eine Entbindungs- und Säuglingsstation sowie eine Röntgenabteilung und weitere Krankenzimmer aufnahm. Diese neuen, modernen Einrichtungen fanden allgemeine Anerkennung. Die Belegstationen, die aufgrund ihrer noch seltenen Zweibettausstattung zu damaliger Zeit als sehr fortschrittlich angesehenen wurden, verzeichneten kaum einen Leerstand. Trotz der durchgeführten baulichen Neuerungen und des ausgezeichneten Rufes des Hauses konnte sich das St. Anna-Haus in der Form einer Krankenanstalt nicht behaupten. 
Das von den Ordensschwestern der Cellitinnen geführte St. Anna-Haus in der Lindenthaler Herderstraße, der ehemaligen Wilhelmstraße, diente dem Stadtteil fast ein Jahrhundert lang als Krankenhaus der Grundversorgung. 1980 wurde der reguläre Krankenhausbetrieb eingestellt.
Die Räumlichkeiten des ehemaligen Krankenhauses wurden durch Baumaßnahmen modernisiert und den Bedürfnissen eines Alten- und Pflegeheimes angepasst. Mit den ergänzenden Neubauten an der parallel liegenden Franzstraße, verbunden mit dem dazwischen gelegenen Klostergarten und seiner Kapelle, wurde der historische Teil des St. Anna-Hauses in die 1980 fertiggestellte Gesamtanlage integriert.